# NGC 766
NGC 766 é uma galáxia elíptica (E) localizada na direcção da constelação de Pisces. Possui uma declinação de +08° 20' 50" e uma ascensão recta de 1 horas, 58 minutos e 42,0 segundos.
A galáxia NGC 766 foi descoberta em 8 de Janeiro de 1828 por John Herschel.